# Porcupine (Dakota du Nord)
Pour les articles homonymes, voir Porcupine.
Ne pas confondre avec la census-designated place du Dakota du Sud, Porcupine (Dakota du Sud).
Porcupine est une census-designated place située dans le comté de Sioux, dans l’État du Dakota du Nord, aux États-Unis. Sa population s’élevait à 146 habitants lors du recensement de 2010. Porcupine se trouve à proximité de la ville de Selfridge.

## Démographie
| Groupe            | Porcupine | Dakota du Nord | États-Unis |
| ----------------- | --------- | -------------- | ---------- |
| Amérindiens       | 96,6      | 5,4            | 0,9        |
| Métis             | 3,4       | 1,8            | 2,9        |
| Autres            | 0         | 92,8           | 96,2       |
| Total             | 100       | 100            | 100        |
|                   |           |                |            |
| Latino-Américains | 3,4       | 2,0            | 16,7       |

Selon l'American Community Survey, pour la période 2011-2015, 88,54 % de la population âgée de plus de 5 ans déclare parler l'anglais à la maison et 11,46 % déclare parler le dakota.
| 2010 | - | - | - | - | - |
| ---- | - | - | - | - | - |
| 146  | - | - | - | - | - |

## Source
- (en) Cet article est partiellement ou en totalité issu de l’article de Wikipédia en anglais intitulé « Porcupine, North Dakota » (voir la liste des auteurs).

1. ↑  (en) « Population of North Dakota - Census 2010 and 2000 », sur censusviewer.com.
2. ↑  (en) « Porcupine, ND Population - Census 2010 and 2000 », sur censusviewer.com.
3. ↑  (en) « Language spoken at home by ability to speak English for the population 5 years and over », sur factfinder.census.gov.
4. ↑  (en) « Statistiques des États-Unis - Dakota du nord - Profils des comtés de 2010 » (consulté en juin 2021)